# Killer calibro 32
Killer calibro 32 (conocida en español como Killer calibre 32 en España y Argentina y Justicia calibre 45 en México) es una película italiana de spaghetti western de 1967 escrita y dirigida por Alfonso Brescia y protagonizada por Peter Lee Lawrence.

## Argumento
Un carruaje que transporta dinero al Carson City Bank es atacado repetidamente por un grupo de siete hombres enmascarados. Finalmente, todos los pasajeros son muertos luego de que uno reconoció al líder del grupo. El pistolero Silver es encomendado la tarea de encontrar a los bandidos.
Silver difunde el rumor de que conoce a algunas de las personas enmascaradas; como resultado, se produce un intento de asesinato en su contra, lo que lo pone tras la pista de los responsables. Silver también está preocupado por el sheriff que está en su contra y por dos mujeres locales: la hija de un empleado de banco asesinado y la dueña de la taberna. Silver mata a los siete miembros de una pandilla enmascarada, uno por uno, hasta llegar con el jefe de la malvada pandilla.

## Reparto
- Peter Lee Lawrence como Silver.
- Agnès Spaak como Beth.
- Hélène Chanel como Doll.
- Andrea Bosic como Averell.
- Mirko Ellis como Sheriff Bear.
- John Bartha como Parker.
- Silvio Bagolini como viejo.
- Michael Bolt como Carruthers.
- Alberto Dell'Acqua como Spot Averell.
- Massimo Righi como Jud.
- Nello Pazzafini como Fitch.

## Recepción
«El mejor wéstern del director, que avanza en el mismo terreno que la primera película de la serie (La ley del Colt), pero con un guion mejor y un reparto mucho más impresionante», escribe Christian Keßler en su libro sobre el género. El Lexikon des internationalen Films dijo: «Spaghetti Western duro y estereotipado, cuyos héroes que rasguean palabras tienen un aura de personaje cómico».